# Shake Your Bon-Bon
«Shake Your Bon-Bon» (рус. Потряси своей конфеткой) — это третий сингл со второго одноимённого альбома Рики Мартина. Он был выпущен 12 октября 1999 г.
В американский макси-сингл вошёл «Almost a Love Song» (рус. Практически Песня о Любви), англоязычная версия песни Мартина «Casi un Bolero», c альбома, выигравшего «Грэмми» Vuelve. В австралийский макси-сингл также вошла новая песня «Ay, Ay, Ay It’s Christmas».

## Клип
Клип вышел в сентябре 1999 года и был переснят Уэйном Айшемом. Рики Мартин получил номинации в категории «Лучшее Мужское видео и „Лучшее Танцевальное Видео“ на церемонии Церемония MTV VMA 2000.

## Появление в чарте
«Shake Your Bon-Bon» достигла пика на двадцать-второй строке в Billboard Hot 100 в США.
Она также достигла пика на двенадцатой строке в Великобритании и двадцать-седьмой в Австралии, где она была сертифицирована Золотой.

## В поп-культуре
- Песня была также использована в двух ТВ-рекламах Тойоты Короллы, где Брэд Питт был за рулем машины (2000).
- Слова „Shake your bon-bon, shake your“ спел пингвин в мультике Делай ноги (2006).

## Форматы и трек-листы
Australian CD maxi-single
1. „Shake Your Bon-Bon“ — 3:12
2. „Shake Your Bon-Bon“ (Eddie’s Club Radio Edit) — 3:53
3. „Shake Your Bon-Bon“ (Eddie’s Rhythm Radio Mix) — 4:53
4. „Ay, Ay, Ay It’s Christmas“ — 3:03

UK CD maxi-single #1
1. „Shake Your Bon-Bon“ — 3:12
2. „Livin' la Vida Loca“ (Trackmasters Remix) — 3:46
3. „María“ (12» Club Mix) — 5:50

UK CD maxi-single #2
1. «Shake Your Bon-Bon» — 3:12
2. «She's All I Ever Had» — 4:55
3. «She’s All I Ever Had» (Hex Hector Radio Mix) — 4:39

US CD single
1. «Shake Your Bon-Bon» (Album Version) — 3:12
2. «Almost a Love Song» — 4:40

US CD maxi-single
1. «Shake Your Bon-Bon» (Album Version) — 3:12
2. «Shake Your Bon-Bon» (Eddie Arroyo Club Mix) — 6:33
3. «Shake Your Bon-Bon» (Fernando Garibay Club Mix) — 5:58
4. «She’s All I Ever Had» (Hex Hector 12" Club Mix) — 8:31
5. «Almost a Love Song» — 4:40

## Чарты и сертификации
| Чарт (1999–2000)                             | Наивысшая позиция |
| -------------------------------------------- | ----------------- |
| Австралия (ARIA)                             | 27                |
| Канада (RPM Top Singles)                     | 9                 |
| Канада (RPM Adult Contemporary)              | 14                |
| Канада (Canada CHR Nielsen BDS)              | 8                 |
| Чехия (IFPI)                                 | 24                |
| Европа (European Hot 100 Singles)            | 45                |
| Финляндия (Suomen virallinen lista)          | 6                 |
| Ирландия (IRMA)                              | 22                |
| Италия (Italy Airplay Music & Media)         | 3                 |
| Нидерланды (Dutch Top 40)                    | 36                |
| Нидерланды (Single Top 100)                  | 45                |
| Новая Зеландия (Recorded Music NZ)           | 10                |
| Шотландия (OCC Scotland)                     | 14                |
| Испания (PROMUSICAE)                         | 11                |
| Великобритания (OCC UK Singles)              | 12                |
| США (Billboard Hot 100)                      | 22                |
| США Hot Dance Maxi-Singles Sales (Billboard) | 2                 |
| США (Billboard Hot Latin Songs)              | 14                |
| США (Billboard Pop Airplay)                  | 11                |
| США (Billboard Rhythmic)                     | 25                |
| США Top 40 Tracks (Billboard)                | 18                |

| Чарт (1999)                          | Позиция |
| ------------------------------------ | ------- |
| Australian Singles Chart             | 89      |
| Чарт (2000)                          | Позиция |
| US Billboard Hot Dance Singles Sales | 23      |

| Страна    | Сертификация |
| --------- | ------------ |
| Австралия | Gold         |